# Ingrid Hernández
Ingrid Hernández, född 29 november 1988, är en friidrottare från Colombia. Hon deltog vid olympiska sommarspelen 2012.